# SoloMetro
SoloMetro è un film del 2007, diretto da Marco Cucurnia.

## Trama
Sotto il segno del caso, della fortuna, delle coincidenze si incontrano: Carla, cinica prostituta, Andrea, promettente sceneggiatore, Enrico, bifolco arricchito, Elvira, donna tradita e intorno giovani alla ricerca della felicità. Tutti, in un modo o nell'altro, sono persone sole.